# The Nutcracker in 3D
The Nutcracker in 3D —titulada en español como El cascanueces 3D— es una película en 3D del año 2010, adaptada de El cascanueces, dirigida por Andrei Konchalovsky. La película recibió críticas negativas y se convirtió en un fracaso en la taquilla.

## Elenco
- Elle Fanning: Mary
- Charlie Rowe: El Príncipe
- Shirley Henderson: Voz del Cascanueces
- Julia Vysotskaya: El hada de la nieve / Madre de Mary
- Aaron Michael Drozin: Max
- John Turturro: El rey rata
- Frances de la Tour: La reina rata
- Nathan Lane: Tío Albert
- Richard E. Grant: Padre de Mary y Max

## Producción
La película fue anunciada en el Festival de Cine de Cannes en 2007 y fue filmada en Budapest, Hungría ese verano, antes de mudarse al Estudio Stern Film en Pomáz.